# 井本みさお
井本 みさお（いもと みさお、1981年6月26日 - ）は、日本の元女性タレント、元モデルである。

## 人物・来歴
- 福岡県久留米市出身。
- グリーン&ウォーター→ソリッドサンズエンタテインメント（SSE）→サンズエンタテインメント（ - 2008年2月20日）→プロマージュ（2008年3月 - 12月）に所属。
- 芸能人女子フットサルチーム「carezza」の結成時のメンバーだったが、事務所移籍に伴い2008年2月20日をもって退団。その直後に「Team Blue Mountain」に移籍するもプロマージュ退社に伴い同年12月限りで退団。背番号はcarezzaでもTeam Blue Mountainでも「11」だった。
- 2005年のフォーミュラ・ニッポンイメージガールである。
- 2007年に「井本操」から「井本みさお」に改名。尚、公式ブログでは「井本操」のままである。
- 同年4月、carezzaのチームメートの橋爪ヨウコとお笑いコンビ「ローハイズ」結成し、お笑いライブにも定期的に出演。当人が事務所を移籍してからも月1-2回程度、ローハイズとしてお笑いライブに出演した。2008年4月29日の『メルシートゥライブ vol.1』、同年8月9日のキングオブコントではそれぞれローハイズとして出演した 。
- 『M-1グランプリ』に2006年から2008年まで出場。2006年は元carezzaの倉橋沙由梨（現・さゆり）と「東京たわわ」として、2007年はローハイズで出場したが、いずれも1回戦敗退。2008年も再びローハイズとして出場、この時は所属事務所の表記はプロマージュ、サンズエンタテインメントの連名となっていた。
- 2011年2月21日に公式ブログが半年振りに更新され、2010年12月に結婚したことと、芸能活動を引退しブログ更新を終了することを発表した。

## テレビ
- 笑いの金メダル （テレビ朝日）
- 新宿区カメコ町三丁目華園マンション （USEN）
- フォーミュラ・ニッポンTV （フジテレビ739）
- 絶品!野田印 アイドル特急便 （BSフジ） - アイドルのDVDを紹介する番組。野田義治社長、かでなれおんと共にMCを務めた。
- 天下取ります （あっ!とおどろく放送局）
- 浜ちゃんと! （読売テレビ - 2007年11月6日、日本テレビ - 2007年11月7日）

『NHK（ニューほっしゃん。企画）とくぎ自慢』に出場。銀のスプーン2本を両目の下のふくらみに挿し込んで「ウルトラマン」の芸を披露したが、この時はこの映像が放送コードに引っ掛かったようで、映像はイラスト（目線入り）に差し替えられ「リアクションでお楽しみください」とされていた。しかし本人のブログにはこれの差し替え無しで再現した画像が載っている。
- あらびき団 （TBS、2008年1月16日：「ローハイズ」として）

### 雑誌
- MORE
- FYYTE
- Tarzan

### CDジャケット
- HI-D | ME Ⅱ YOU

### ラジオ
- サンズRainbow Kiss （Kiss-FM KOBE）

### CM
- グンゼ
- OLYMPUS

### 舞台
- BIGFACE「笑う女。笑われる男8 希望戦隊カルメンジャー第18話「嘘から出た真」の巻」（2008年2月5日 - 10日、於・シアターX）- 夏輝 役

## イメージビデオ・DVD
- Pit In （2005年7月25日、音楽専科社）
- スフィアリーグ公式 フットサル基礎トレーニングDVD （2006年5月24日、hachama）

## 写真集
- Alivoio （2005年7月10日、音楽専科社）